# 松井江
松井江（まついごう）は、南北朝時代に作られたとされる日本刀（打刀）である。日本の重要文化財に指定されており、静岡県三島市にある佐野美術館が所蔵している。松井郷とも呼ばれる。

## 概要
南北朝時代の刀工・郷義弘により作られた刀である。郷義弘は、通説では越中国新川郡松倉郷（富山県魚津市）に住んでいたことから、郷、もしくは読み替えて同音の江と称されるという。一説には、義弘の本姓が大江氏であるため、1字取って江の字を用いて、転じて郷の字を使用したともいう。義弘は相州正宗の流れを汲む正宗十哲の一人とされ、『享保名物帳』では相州正宗、粟田口吉光と並んで名物三作と呼ばれるほど評価が高い刀工であるが、一方で義弘による在銘の刀は皆無であり、本阿弥家が義弘の刀と極めたものか伝承により義弘の刀と言われているもの以外、滅多に義弘の刀を見ないことをもじって「郷とお化けは見たことがない」ともいわれる。
松井江の名前の由来は、細川忠興の重臣である松井興長が所持していたことによる。松井興長は忠興から忠利・光尚・綱利の4代の主君に仕え、忠興が死去してからは忠興の隠居場所であった八代城を預かることになり、一国一城令の例外として代々松井家が八代城主および肥後熊本藩の筆頭家老を務めていた。その後、経緯は不詳ながら松井家から徳川将軍家の所有となり、1685年（貞享2年）徳川5代将軍徳川綱吉の娘である鶴姫が紀州徳川家の徳川綱教に嫁いだ際、刀の鑑定を行う本阿弥家12代当主である本阿弥光常に鑑定を命じて、金200枚と極められた折紙を添えて嫁入りの引出物として贈られた。
本作はその後も紀州徳川家に伝来していたが、1933年（昭和8年）11月24日に行われた紀州徳川家の第二回入札において売り立てされる。1935年（昭和10年）12月18日に伊藤平左衛門の所有名義にて重要美術品に認定される。文化財保護法施行後の1954年（昭和29年）3月20日には同法に基づく重要文化財に指定された。その後、実業家で美術品収集家である佐野隆一のコレクションに加えられ、佐野の出身地である静岡県三島市に設立された佐野美術館に収蔵されるようになる。

## 作風

### 刀身
刃長は69.4センチメートル、反りは1.8センチメートル。義弘の常の作風と異なり、刃縁の締まった直刃（すぐは）の刃文を焼いている。造り込みはやや細身で中反りとなる。地鉄は小板目（板材の表面のような文様）肌がきわめてよく約（つ）み、地沸（じにえ）つき、地景入り、地刃ともに艶があり冴える。刃文は前述のとおり刃縁の締まった直刃で、丁子足入り、元に逆足（さかあし）入り、物打辺は焼幅が広くなる。ところどころ棟焼がある。帽子（ぼうし、切先部分の刃文）は焼き深く一枚となり、深く返る。
茎（なかご、柄に収まる手に持つ部分）は当初の部分をわずかに残して磨上（すりあ）げ、茎先は剣形、鑢目は勝手下がり、目釘孔は1つ。表に「義弘」、裏に「本阿（花押）」の朱銘（鑑定銘）がある。本阿弥家では、刀剣に鑑定銘を入れる際、大磨上(おおすりあげ、元の茎を完全に切断し元々あった銘も無くなってしまったもの)の場合は金象嵌銘を入れ、生ぶ茎の場合は朱銘（朱漆で書いた銘）を入れるならわしになっている。本作の場合は、元の茎がわずかに残っているため、本阿弥光常が金象嵌銘でなく朱銘を入れた。『享保名物帳』には元の茎が一寸ほど残るとあるが、佐野美術館の渡邉妙子は「二寸ほどが元の茎に見える」としている。

### 外装
熊本県の松井文庫（松井家伝来の文化財を保存する）に、もと本刀に付属していたとみられる朱塗鞘打刀拵（安土桃山時代 - 江戸時代初期の作）が所蔵されていることが、刀剣研究者の稲田和彦により明らかにされた。この打刀拵の鞘の表裏には、金蒔絵で「長岡式部少輔」の文字が表されている（「長岡式部少輔」は松井興長のこと）。この鞘は刀身（松井江）とぴたりと一致し、本作を松井家伝来とする所伝の確かさが裏付けられた。